# Новоа, Освальдо
Освальдо Новоа Мора (исп. Oswaldo Novoa Mora; род. 2 февраля 1982, Гвадалахара, Халиско, Мексика) — мексиканский боксёр-профессионал, выступавший в минимальной (до 47,6 кг) весовой категории. Чемпион мира по версии WBC (2014).

## Профессиональная карьера
Родился в Гвадалахаре в 1982 году, но до 2008 года не задумывался о карьере в профессиональном боксе. Карьеру начал в марте 2010 года ничейным боем с другим дебютантом Алехандро Гонсалесом, первую победу на профессиональном ринге одержал 21 мая того же года. В 2011 году, проиграв три боя подряд, Новоа задумывался об окончании выступлений, но в итоге продолжил карьеру по настоянию тренера Одина Риверы, пообещавшего сделать из него чемпиона мира. Несмотря на это обещание, вплоть до 2013 года мексиканский боксёр получал за выступления очень небольшие суммы.
В марте 2013 года победил соотечественника Хавьера Мартинеса Ресендиса, за несколько месяцев до этого участвовавшего в бою за звание чемпиона мира в минимальном весе по версии WBC, и сам завоевал право в 32 года бросить вызов действующему чемпиону мира Сюн Чжаочжуну. Бой за титул состоялся 5 февраля 2014 года в Хайкоу (КНР). Он проходил в быстром темпе, более рослый претендент имел преимущество, провёл много сильных ударов справа и несколько раз выводил чемпиона из равновесия. В 3-м раунде Сюн упал, но арбитр Брюс Мактавиш не засчитал нокдауна, решив, что китаец просто поскользнулся. Тем не менее к 4-му раунду чемпион, до этого дважды успешно защитивший титул, выглядел уставшим и постоянно пытался войти в клинч, а Новоа продолжал атаковать его справа. В 5-м раунде он зажал Сюна в углу, и незадолго до конца раунда арбитр остановил бой, отдав победу претенденту, который в результате стал новым чемпионом мира по версии WBC.
В июне того же года защитил титул в бою с Альсидесом Мартинесом (претендент сдал бой в 8-м раунде). Эта победа, однако, стала последней в карьере Новоа, в дальнейшем проигравшего 6 боёв и закончившего вничью 3. Уже в ноябре 2014 года мексиканец уступил чемпионское звание таиландцу Ваенхонгу Менайотину, к этому моменту не потерпевшему ни одного поражения при 35 победах за карьеру. Встреча, проходившая на родине претендента, в Чонбури, оставалась равной первые 8 раундов, хотя таиландец имел небольшое преимущество. В 9-м раунде, однако, претендент отправил чемпиона в нокдаун, и на 10-й раунд Новоа отказался выходить. Последний бой провёл в октябре 2019 года, проиграв нокаутом Эстебану Бермудесу.